# 红海子水库
红海子水库是中国新疆维吾尔自治区喀什地区巴楚县境内的一座水库，建于1970年。水库平均水深为1.50米。
水库经几次扩建，目前设计总库容达7200万立方米，大坝为均质土坝，长24.8千米，其中主坝长8.25千米，最大坝高6.3米。正常水位水域面积34平方千米。